# 南瓦舍里 (路易斯安那州)
南瓦舍里（英語：South Vacherie）是位於美國路易斯安那州聖詹姆斯堂區的一個普查規定居民點。

## 人口
根據2020年美國人口普查的數據，南瓦舍里的面積為13.34平方千米，當中陸地面積為13.16平方千米，而水域面積為0.18平方千米。當地共有人口3388人，而人口密度為每平方千米253.97人。